# Anděla Čisáriková
Anděla Čisáriková (3. června 1941 Domamil – 21. prosince 2018 Brno) byla česká herečka a loutkoherečka.

## Život
Narodila se 3. června 1941 v Domamili do rodiny Nechvátalů. V roce 1962 absolvovala katedru alternativního a loutkového divadla na Divadelní fakultě Akademie múzických umění v Praze. Poté se se svým slovenským manželem a překladatelem Jánem Čisárikem, přestěhovala do Brna, kde zůstala až do konce života. Na počátku 90. let 20. století ukončila svou divadelní kariéru. Dabingu se věnovala od 80. let 20. století až do roku 2014.
Anděla Čisáriková zemřela náhle ve svém brněnském bytě dne 21. prosince 2018.
Se svým manželem Jánem Čisárikem (1934-2013) měla tři děti, syna Tomáše (*1967) a dcery Janu a Hanu Čisárikovy. Manželem Tomáše Čisárika je herečka a dabérka Zuzana Slavíková.
Mimo jiné si zahrála taky v Četnických humoreskách.